# Francesco Di Mariano
Francesco Di Mariano, detto Checco (Palermo, 20 aprile 1996), è un calciatore italiano, attaccante o centrocampista del Modena.

## Biografia
È il nipote dell'ex calciatore Salvatore Schillaci.

## Carriera

### Palermo e Lecce
Cresciuto nella scuola calcio Ribolla di Palermo dello zio materno Salvatore Schillaci, all'età di 13 anni viene acquistato dal Lecce, che lo inserisce nel proprio settore giovanile. Compie il proprio esordio professionistico il 9 settembre 2012, nella partita di Lega Pro Prima Divisione vinta per 1-2 in casa del Cuneo, mandato in campo dal tecnico Franco Lerda all'88º minuto di gioco al posto di Cosimo Chiricò.

### Roma
Il 12 luglio 2013 viene acquistato per 350.000 euro dalla Roma, con cui disputa due stagioni nel campionato Primavera.

### Ancona e Monopoli
Il 31 agosto 2015 passa in prestito all'Ancona, restando con la squadra dorica fino al gennaio successivo, quando si trasferisce, sempre a titolo temporaneo, al Monopoli. Pochi giorni dopo esordisce, subentrando negli ultimi venti minuti, nel match perso per 1-2 contro l'Akragas. Il 21 febbraio parte da titolare e segna la prima rete con la squadra pugliese realizzando la rete dell'1-1 contro il Benevento, partita poi persa per 3-2.
Si ripete la settimana successiva segnando la terza rete stagionale, seconda con i pugliesi, nella vittoria per 4-1 contro il Melfi.

### Novara
Il 20 luglio 2016 viene acquistato a titolo definitivo dal Novara, club militante in Serie B. Il 4 settembre esordisce nella serie cadetta subentrando negli ultimi 25 minuti contro il Pisa al posto di Simone Corazza. Due settimane più tardi segna la prima rete con la maglia dei piemontesi, siglando il gol della bandiera all'86º minuto nella sconfitta con il Cittadella per 3-1. In due anni totalizza 53 presenze e 4 gol con i novaresi in serie cadetta.

### Venezia
Dopo la retrocessione del Novara in Serie C, l'11 luglio 2018 si trasferisce al Venezia, con cui sottoscrive un contratto quadriennale. Segna il primo gol con i veneti il 22 settembre, alla quarta di campionato sul campo del Lecce (vittorioso per 2-1).

### Juve Stabia
Il 29 gennaio 2020 passa in prestito con obbligo di riscatto, in caso di salvezza, alla Juve Stabia. Il 3 marzo seguente segna il suo primo gol con i campani, nella sconfitta in casa del Pordenone (2-1); resterà la sua unica rete con la Juve Stabia in 13 presenze.

### Ritorno a Venezia
Dopo la retrocessione dei campani, torna al Venezia.
Conclude la stagione successiva con 38 presenze e 3 gol tra campionato e Coppa Italia, segnando la rete decisiva per la vittoria della finale di andata dei play-off contro il Cittadella (1-0 per il Venezia) e contribuendo attivamente al ritorno dei lagunari in Serie A dopo 19 anni.
Apre la nuova stagione segnando uno dei tiri di rigore con cui il Venezia elimina il Frosinone dalla Coppa Italia al Paolo Mazza. Qualche giorno dopo, il 22 agosto 2021, esordisce in Serie A allo stadio Diego Armando Maradona di Napoli, giocando da titolare la gara persa per 2-0 dal Venezia.

### Ritorno a Lecce e Palermo
Il 27 agosto 2021 torna al Lecce, con cui firma un contratto triennale. Sigla i primi gol in maglia leccese il 21 settembre, realizzando una doppietta in occasione della vittoria per 3-0 sul campo del Crotone. Con i salentini centra la promozione in Serie A, contribuendo al primo posto e alla conseguente vittoria della Coppa Nexus con 5 gol in campionato. 
Il 16 agosto 2022, dopo aver disputato con il Lecce una partita di Coppa Italia 2022-2023, torna nella sua città natale, venendo acquistato dal Palermo, neopromosso in Serie B. Esordisce nella sconfitta interna per 2-3 contro l’Ascoli, partita valida per la terza giornata, entrando nella ripresa al posto di Roberto Crivello. Il 15 ottobre realizza il suo primo goal in rosanero nel pareggio contro il Pisa (3-3 finale). Torna al goal il 4 marzo successivo, nuovamente contro i toscani (1-1 finale). L'11 marzo segna la sua prima doppietta con la maglia del Palermo nella partita pareggiata per 3-3 contro il Cittadella. Tuttavia, a causa di un infortunio questa sarà la sua ultima partita stagionale, chiudendo il campionato con 27 presenze e 4 reti. Il 20 aprile viene operato a Barcellona. Torna a giocare il 12 agosto successivo, disputando da titolare la partita di Coppa Italia contro il Cagliari. Conclude la stagione con 30 presenze complessive. Il primo settembre 2024, pochi secondi dopo essere subentrato, realizza il goal del pareggio contro il Cosenza e torna al goal dopo quasi un anno e mezzo. Il tre ottobre viene annunciato il prolungamento contrattuale fino al 2026.

### Modena
Il 23 luglio 2025 viene ufficializzato il suo passaggio al Modena, firmando un contratto valido fino al 2027.

### Nazionale
Ha giocato con le nazionali giovanili italiane Under-16 ed Under-17 e con la B Italia.

## Statistiche

### Presenze e reti nei club
Statistiche aggiornate al 17 maggio 2025.
| Stagione        | Squadra         | Campionato      | Campionato | Campionato | Coppe nazionali | Coppe nazionali | Coppe nazionali | Coppe continentali | Coppe continentali | Coppe continentali | Altre coppe | Altre coppe | Altre coppe | Totale | Totale |
| Stagione        | Squadra         | Comp            | Pres       | Reti       | Comp            | Pres            | Reti            | Comp               | Pres               | Reti               | Comp        | Pres        | Reti        | Pres   | Reti   |
| --------------- | --------------- | --------------- | ---------- | ---------- | --------------- | --------------- | --------------- | ------------------ | ------------------ | ------------------ | ----------- | ----------- | ----------- | ------ | ------ |
| 2012-2013       | Lecce           | 1D              | 2          | 0          | CI+CI-LP        | 0+2             | 0               | -                  | -                  | -                  | -           | -           | -           | 4      | 0      |
| 2015-gen. 2016  | Ancona          | LP              | 10         | 1          | CI+CI-LP        | 0+2             | 0               | -                  | -                  | -                  | -           | -           | -           | 12     | 1      |
| gen.-giu. 2016  | Monopoli        | LP              | 16+2       | 3          | -               | -               | -               | -                  | -                  | -                  | -           | -           | -           | 18     | 3      |
| 2016-2017       | Novara          | B               | 16         | 1          | CI              | 1               | 0               | -                  | -                  | -                  | -           | -           | -           | 17     | 1      |
| 2017-2018       | Novara          | B               | 37         | 3          | CI              | 1               | 0               | -                  | -                  | -                  | -           | -           | -           | 38     | 3      |
| Totale Novara   | Totale Novara   | Totale Novara   | 53         | 4          |                 | 2               | 0               |                    | -                  | -                  |             | -           | -           | 55     | 4      |
| 2018-2019       | Venezia         | B               | 29         | 8          | CI              | 1               | 0               | -                  | -                  | -                  | -           | -           | -           | 30     | 8      |
| 2019-gen. 2020  | Venezia         | B               | 12         | 0          | CI              | 0               | 0               | -                  | -                  | -                  | -           | -           | -           | 12     | 0      |
| gen.-giu. 2020  | Juve Stabia     | B               | 13         | 1          | CI              | -               | -               | -                  | -                  | -                  | -           | -           | -           | 13     | 1      |
| 2020-2021       | Venezia         | B               | 31+5       | 2+1        | CI              | 2               | 0               | -                  | -                  | -                  | -           | -           | -           | 38     | 3      |
| ago. 2021       | Venezia         | A               | 1          | 0          | CI              | 1               | 1               | -                  | -                  | -                  | -           | -           | -           | 2      | 1      |
| Totale Venezia  | Totale Venezia  | Totale Venezia  | 73+5       | 10+1       |                 | 4               | 1               |                    | -                  | -                  |             | -           | -           | 82     | 12     |
| 2021-2022       | Lecce           | B               | 29         | 5          | CI              | 1               | 0               | -                  | -                  | -                  | -           | -           | -           | 30     | 5      |
| ago. 2022       | Lecce           | A               | 0          | 0          | CI              | 1               | 0               | -                  | -                  | -                  | -           | -           | -           | 1      | 0      |
| Totale Lecce    | Totale Lecce    | Totale Lecce    | 31         | 5          |                 | 4               | 0               |                    | -                  | -                  |             | -           | -           | 35     | 5      |
| ago. 2022-2023  | Palermo         | B               | 27         | 4          | CI              | 0               | 0               | -                  | -                  | -                  | -           | -           | -           | 27     | 4      |
| 2023-2024       | Palermo         | B               | 27+2       | 0          | CI              | 1               | 0               | -                  | -                  | -                  | -           | -           | -           | 30     | 0      |
| 2024-2025       | Palermo         | B               | 20+1       | 1          | CI              | 1               | 0               | -                  | -                  | -                  | -           | -           | -           | 22     | 1      |
| Totale Palermo  | Totale Palermo  | Totale Palermo  | 74+3       | 5          |                 | 2               | 0               |                    | -                  | -                  |             | -           | -           | 79     | 5      |
| 2025-2026       | Modena          | B               | 0          | 0          | CI              | -               | -               |                    | -                  | -                  |             | -           | -           | 0      | 0      |
| Totale carriera | Totale carriera | Totale carriera | 280        | 30         |                 | 14              | 1               |                    | -                  | -                  |             | -           | -           | 294    | 31     |

## Palmarès

### Competizioni nazionali
- Campionato italiano di Serie B: 1

Lecce: 2021-2022